# Osmia iridis
Osmia iridis là một loài Hymenoptera trong họ Megachilidae. Loài này được Cockerell & Titus mô tả khoa học năm 1902.